# Le Temps des cerises (roman)
Pour les articles homonymes, voir Le Temps des cerises (homonymie).
Le Temps des cerises est un roman de Dan Franck et Jean Vautrin, paru en 1991. Il constitue le tome 2 de la série Les Aventures de Boro, reporter photographe, qui en compte huit en 2009.

## Le cadre de l'histoire
Ce tome fait suite aux aventures de Blèmia Borowicz, après La Dame de Berlin. Après avoir fait face au nazisme en Allemagne, il immortalise avec son Leica la montée de deux gouvernements socialistes, un en France, l'autre en Espagne et de début de la Guerre civile espagnole.

## L'intrigue
Après avoir décapité une organisation européenne d'extrême droite, dont les acteurs se concentraient en France et en Allemagne, Blèmia Borowicz, avec sa canne et son Leica, est de retour pour de nouvelles aventures. En cette année 1936, il rencontre une jeune fille de dix-sept ans, Liselotte, qui est étudiante en droit. C'est par le biais de cette jeune fille que Boro découvre les agissements d'une organisation d'extrême droite.
Alors que Boro enquête sur cette organisation, l'année 1936 est celle de l'accession au pouvoir de deux formations socialistes : le Frente Popular en Espagne et le Front populaire en France. Mais la guerre civile éclate en Espagne et c'est au cours de l'un de ses reportages que Boro retrouve son grand amour, sa cousine Maryika.

## Les personnages
Par ordre d'apparition dans le roman :
- M. Paul, dit le " Pachyderme " en référence à sa force herculéenne. De son vrai nom Paul-Émile Briguedeuil, c'est un ancien champion d'Europe de boxe dans la catégorie poids lourd qui est également l'homme de main du marquis d'Abrantès, fondateur de l'organisation nationaliste de l'Ordre de Parsifal et de la Cagoule. Se souvenant avoir déjà eu affaire à Boro dans le passé.

- Alphonse Charpaillez : Ancien combattant de la Grande Guerre, gazé aux combats à Ypres et fait caporal, il est maintenant inspecteur de police au Quai des Orfèvres. Sa mission principale consiste à espionner les membres de différentes organisations voulant mettre fin à la République. Il croisera sur son chemin Boro et la jeune Liselotte.

- Albert Fruges : Originaire du Nord et ancien mineur. Peintre en bâtiment dans la capitale, il est également le protecteur de Liselotte, la fille de son meilleur ami qui est étudiante à Paris. Devient un bon ami de Boro.

- André Mésange, dit " Dédé ". Jeune apprenti travaillant avec Albert Fruges et ayant un passé chaotique avec un passage en prison, il a aussi des sympathies communistes. Il deviendra le petit ami de Liselotte.

- Liselotte Declercke : Jeune fille de dix-sept ans originaire du Nord. Elle est à Paris pour suivre ses études de droit et travaille dans un grand magasin pour subvenir à ses besoins, malgré l'aide financière qui lui procure son père, mineur. Et c'est dans le magasin où elle travaille qu'elle découvre les agissements suspects de son supérieur, Cosini. Cette découverte est le point de départ de la nouvelle aventure de Boro, dont Liselotte est un personnage important.